# Shazad Latif
Shazad Latif es un actor británico, más conocido por haber interpretado a Tariq Masood en la serie Spooks.

## Biografía
Shazad creció en Tufnell Park (Londres). Estudió en el Bristol Old Vic Drama School.

## Carrera
En el 2009 obtuvo su primer papel importante en la televisión cuando se unió al elenco de la octava temporada de la serie británica Spooks, donde interpretó al técnico y analista de datos en la sección D, Tariq Masood, hasta el 2011 después de que su personaje muriera envenenado por una inyección.
Shazad había audicionado para el papel de Jamal en la película Slumdog Millionaire, de Danny Boyle, pero finalmente el papel le fue dado al actor Dev Patel. 
En el 2010 apareció como invitado en la serie de crimen y drama The Silence donde interpretó a Yousef.
En el 2016 se unió al elenco de la serie Penny Dreadful donde interpreta al doctor Henry Jekyll, hasta ahora.
Ese mismo año se unirá al elenco recurrente de la nueva serie Still Star-Crossed donde dará vida a Tybalt Capulet.
En diciembre del 2016 se anunció que se había unido al elenco de la serie Star Trek: Discovery donde dará vida al jefe de seguridad Tyler (aunque al principio le habían ofrecido otro papel: el comandante de Klingon, Kol). La serie se espera sea estrenada en el 2017.

## Filmografía

### Series de televisión
| Año             | Título               | Personaje          | Notas                                      |
| --------------- | -------------------- | ------------------ | ------------------------------------------ |
| 2017 - presente | Star Trek: Discovery | Teniente Ash Tyler | -                                          |
| 2016            | Still Star-Crossed   | Tybalt Capulet     | episodio # 1.1                             |
| 2016            | Penny Dreadful       | Dr. Henry Jekyll   | 8 episodios                                |
| 2012 - 2015     | Toast of London      | Clem Fandango      | 19 episodios                               |
| 2013            | Ordinary Lies        | Rick               | 4 episodios                                |
| 2013            | Love Matters         | Satpal             | episodio "A Nice Arrangement"              |
| 2013            | Jo                   | Nasser             | episodio "The Opera"                       |
| 2013            | My Mad Fat Diary     | Dr. Nick Kassar    | 5 episodios                                |
| 2012            | Silk                 | Ibrahim Ali        | episodio # 2.5                             |
| 2011            | Black Mirror         | Mehdi Raboud       | miniserie - episodio "The National Anthem" |
| 2011            | Comedy Lab           | Bobby              | episodio "Kabadasses"                      |
| 2011            | Fresh Meat           | Riz                | episodio # 1.2                             |
| 2009 - 2011     | Spooks               | Tariq Masood       | 17 episodios                               |
| 2010            | The Silence          | Yousef             | 3 episodios                                |

### Películas
| Año  | Título  | Personaje | Notas                                                                                      |
| ---- | ------- | --------- | ------------------------------------------------------------------------------------------ |
| 2013 | Our Lad | Ali       | corto - junto a Aqib Khan, Murray McArthur, Munir Khairdin, Kaleem Janjua & Narinder Samra |

### Teatro
| Obra                | Personaje      | Director (a)     | Teatro                    |
| ------------------- | -------------- | ---------------- | ------------------------- |
| King Lear           | Cornwall       | -                | -                         |
| School for Scandal  | Joseph Surface | -                | -                         |
| Glengarry Glen Ross | Ricky Roma     | Roger Lloyd-Pack | Edinburgh Fringe Festival |
| Mumbai Tales        | -              | -                | Blue Elephant Theatre     |